# Baia di Olga
La baia di Olga o baia di Ol'ga (in russo Залив Ольги?, zaliv Ol'gi) è un'insenatura situata sulla costa occidentale del mar del Giappone, in Russia. Appartiene all'Ol'ginskij rajon, nel Territorio del Litorale (Circondario federale dell'Estremo Oriente).

## Geografia
La baia è lunga 11 km e larga circa 4 km. L'ingresso alla baia è tra capo Škot (мыс Шкота) a est, e capo Linden (мыс Линдена) a ovest. Di fronte a capo Škot si trova l'isola di Čichačëv.
Due corsi d'acqua sfociano nella baia: Avvakumovka (река Аввакумовка) e Ol'ga (река Ольга). Nella baia si trova l'insediamento di Ol'ga, centro amministrativo dell'Ol'ginskij rajon.

## Storia
La baia è stata originariamente scoperta dagli inglesi che l'hanno chiamata con il cognome dell'ammiraglio Michael Seymour. Poi, nel 1857, fu raggiunta dalla corvetta a vapore Amerika, sotto il comando di Nikolaj Matveevič Čichačëv e chiamata baia di Santa Olga in onore di Olga di Kiev poiché l'approdo avvenne l'11 luglio, il giorno in cui la Chiesa ortodossa celebra Santa Olga. In seguito, a causa della repressione religiosa, il nome è divenuto semplicemente Olga (in russo: Ol'ga).